# Cratere Duncan
Duncan  è un cratere sulla superficie di Venere. Deve il suo nome alla ballerina statunitense Isadora Duncan.